# John Young (phi hành gia)
John Watts Young (24 tháng 9 năm 1930 – 5 tháng 1 năm 2018) là một phi hành gia, sĩ quan hải quân và phi công thử nghiệm, kỹ sư hàng không người Mỹ. Ông trở thành người thứ chín người đi bộ trên Mặt Trăng là chỉ huy của chuyến tàu Apollo 16 trong năm 1972. Young có sự nghiệp phi hành gia lâu dài nhất trong ngành du hành vũ trụ, trở thành người đầu tiên bay sáu chuyến bay vào không gian (với bảy lần phóng, tính c-ả lần phóng từ Mặt Trăng) trong suốt 42 năm hoạt động với NASA. Ông là người duy nhất được thử nghiệm, và được chỉ huy, bốn lớp khác nhau của tàu vũ trụ: Gemini, mô-đun chỉ huy/dịch vụ Apollo, mô-đun Mặt Trăng Apollo, và tàu con thoi.
Năm 1965, Young bay trên chuyến bay đầu tiên có người lái của đợt bay tàu Gemini, và chỉ huy các đợt bay khác của Gemini trong năm tiếp theo. Năm 1969 trong Apollo 10, ông trở thành người đầu tiên bay một mình xung quanh mặt trăng. Ông đã lái xe trên bề mặt Mặt trăng trong Apollo 16, và là một trong ba người đã bay đến Mặt Trăng hai lần. Ông cũng chỉ huy hai tàu con thoi các chuyến bay, bao gồm đầu tiên ra mắt vào năm 1981, và từng là giám đốc của du hành vũ trụ sở chính từ 1974 đến 1987. Ông nghỉ hưu từ NASA vào năm 2004. Ông qua đời vào ngày 5 tháng 1 năm 2018.